# Supercoupe des Pays-Bas de football 2022
Navigation
Édition précédente Édition suivante
La supercoupe des Pays-Bas 2022 (néerlandais : Johan Cruijff Schaal XXVI-2022) est la trente-deuxième édition de la Supercoupe des Pays-Bas, épreuve qui oppose traditionnellement le champion des Pays-Bas au vainqueur de la Coupe des Pays-Bas. L'Ajax Amsterdam étant le champion et le PSV Eindhoven le vainqueur de la Coupe 2022.
Disputée le 30 juillet 2022 à la Johan Cruyff Arena devant 52 000 spectateurs, la rencontre est remportée par le PSV Eindhoven aux dépens de l'Ajax Amsterdam.
Le PSV Eindhoven remporte son 13e titre et détient le record de victoires en Supercoupe des Pays-Bas.

## Feuille de match
| 30 juillet 2022 | Ajax Amsterdam                                           | 3 – 5   | PSV Eindhoven                                               | Johan Cruyff Arena, Amsterdam                  |                                                |
| 20 h 00 (CEST)  | Steven Bergwijn, 15e · Antony, 54e · Mohammed Kudus, 72e | (1 – 2) | 32e, 45+2e, 69e Guus Til · 65e Cody Gakpo · 91e Xavi Simons | Spectateurs : 52 000 Arbitrage : Dennis Higler | Spectateurs : 52 000 Arbitrage : Dennis Higler |
| 20 h 00 (CEST)  | rapport                                                  |         |                                                             | Spectateurs : 52 000 Arbitrage : Dennis Higler | Spectateurs : 52 000 Arbitrage : Dennis Higler |